# Marco Antonio Bernal Gutiérrez
Andrés Marco Antonio Bernal Gutiérrez (Matamoros, Tamaulipas; 30 de noviembre de 1953) Es un político mexicano, miembro del Partido Revolucionario Institucional. Ha sido miembro de la Cámara de Senadores durante la LVII Legislatura del Congreso Mexicano, diputado federal en las LX y LXII Legislaturas. Durante la presidencia de Ernesto Zedillo Ponce de León fue Comisionado para la Paz en Chiapas para negociar con el Ejército Zapatista de Liberación Nacional y de 2010 a 2012 fue presidente la Fundación Colosio. Compitió por la Candidatura del PRI al Gobierno del Estado de Tamaulipas en los procesos internos de selección de candidato en los años de 1998 y 2016.

## Biografía
En el año de 1977 se tituló como licenciado en psicología por la Universidad Veracruzana, posterior a ello estudió una maestría en ciencias políticas por El Colegio de México por espacio de 2 años de  1977 a 1979.
Fue profesor en la Universidad Autónoma de Nuevo León, de 1979 a 1980 en la Universidad Pedagógica Nacional, ejerciendo sus últimos años de docencia en la UNAM hasta 1983.
Desde 1981 y hasta 1997, tuvo diferentes cargos dentro de la Administración Pública Federal, llegando a desempeñarse como Director de apoyo de los Comités de Planeación para el Desarrollo (COPLADE) en la Secretaría de Programación y Presupuesto; siendo titular de esta Secretaría el Doctor Carlos Salinas de Gortari durante la administración del presidente Miguel de la Madrid.
Oficial mayor de la Secretaría de Desarrollo Urbano y Ecología siendo titular de esta secretaría el Licenciado Patricio Chirinos Calero.
Posteriormente en el año de 1992 y a la renuncia del Secretario de la Secretaría de Desarrollo Urbano y Ecología Licenciado Patricio Chirinos Calero quien buscaba la candidatura a gobernador de Veracruz por el Partido Revolucionario Institucional.
El entonces Presidente de la República Carlos Salinas de Gortari emitió un decreto en el cual la Secretaría de Desarrollo Urbano y Ecología pasó a llamarse Secretaría de Desarrollo Social para tal efecto con nuevas funciones y atribuciones siendo nombrado como Primer Titular de esta renovada Secretaría de Estado el Licenciado Luis Donaldo Colosio quien se venía desempeñando como Senador de la República por el Estado de Sonora y Presidente del Comité Ejecutivo Nacional del Partido Revolucionario Institucional.
Para tal efecto Marco Antonio Bernal es designado por el nuevo secretario Luis Donaldo Colosio como Presidente del Instituto Nacional de Solidaridad de la Secretaría de Desarrollo Social y después Director general del Comité Administrador del Programa Federal de Construcción de Escuelas. Durante el 4 y 5 año de  la Administración del Presidente Carlos Salinas de Gortari.
Ya en el año de  1993 y a la salida de Luis Donaldo Colosio de la Secretaría de Desarrollo Social el Licenciado Marco Antonio Bernal pasó a desempeñar dentro del Partido Revolucionario Institucional el cargo de  subcoordinador de prospectiva en la campaña presidencial priista de 1994 siendo Luis Donaldo Colosio el candidato a la Presidencia de la República del Partido Revolucionario Institucional. Posterior a ello fue nombrado Subsecretario de Acción Electoral del Comité Ejecutivo Nacional del PRI y Coordinador de Estudios Políticos del Instituto de Estudios Políticos, Económicos y Sociales.
Ya en el nuevo gobierno de Ernesto Zedillo el presidente de la República ordena al secretario de la Secretaría de Gobernación el licenciado Esteban Moctezuma designar a  Marco Antonio Bernal comisionado para la paz en el Estado de Chiapas, cargo que asumió el día 17 de abril de 1995, siendo ratificado en el mes de junio de  ese mismo año (1995); en esta misma encomienda por el entonces Nuevo Secretario de Gobernación Emilio Chuayffet.
El nombramiento de Marco Antonio Bernal se dio con el propósito de encabezar las negociaciones con el Ejército Zapatista de Liberación Nacional.
Conocido por sus siglas como EZLN este cargo lo ocupó por espacio de 2 años y 10 días hasta ser sustituido por el entonces exsecretario de Turismo y exgobernador del Estado de Quintana Roo Pedro Joaquín Coldwell el día 27 de abril de 1997.
Posterior a ello en ese mismo año de 1997 fue elegido Senador de la República (Senador por Lista Nacional) para formar parte de la LVII Legislatura por un periodo extraordinario de 3 años que vencía el 31 de agosto del año 2000.
En el año 1998 pide licencia al cargo de Senador de la República para buscar la candidatura del PRI al Gobierno del Estado de Tamaulipas posterior a ello el día 26 de abril de 1998 el senador con licencia Marco Antonio Bernal oficializa su registro como precandidato del PRI a gobernador de Tamaulipas.
Su precandidatura fue respaldada por el entonces Presidente de la República Ernesto Zedillo e incluso se le llegó a mencionar en los medios de comunicación como el Candidato Oficial a la Gubernatura (consecuencia de su cercanía con el entonces Presidente de la República); igualmente su precandidatura al Gobierno del Estado de Tamaulipas fue apoyada por distinguidas figuras políticas del Estado de Tamaulipas que aunque militaban en el PRI eran abiertos enemigos del entonces Gobernador del Estado Manuel Cavazos Lerma pues reprobaban su manera de trabajar al frente del Gobierno de Tamaulipas.
Entre los políticos que apoyaban a Marco Antonio Bernal  destacaban los hermanos Rigoberto (exalcalde de Reynosa), Ramiro (empresario petrolero) y Álvaro Garza Cantu (exalcalde de Tampico ), el exgobernador de Tamaulipas Enrique Cárdenas González, así como también el exsenador de la república Hugo Andrés Araujo solo por mencionar a algunos.
Posterior a su registro Marco Antonio Bernal disputó en una contienda interna a la candidatura de Partido Revolucionario Institucional al Gobierno del Estado de Tamaulipas en una consulta interna a la base que fue celebrada el domingo 24 de mayo de 1998 contra sus otros 3 compañeros aspirantes a la candidatura del PRI al Gobierno de Tamaulipas: Oscar Luebbert Gutiérrez (entonces alcalde de Reynosa), Antonio Sánchez Gochicoa, Subsecretario de la Secretaría de Desarrollo Social y el Ex Secretario de Hacienda del Gobierno de Manuel Cavazos Lerma y Expresidente Municipal de Matamoros Tomás Yarrington quien era fuertemente apoyado por el entonces Gobernador de Tamaulipas.
Finalmente en esta contienda interna Tomás Yarrington derrotó a sus adversarios dejando en un segundo lugar de las preferencias a su paisano y compañero de partido Marco Antonio Bernal lo que motivó a que este último impugnara la elección interna, impugnación que no procedió, motivo por el cual Tomás Yarrington se convirtió en el candidato a gobernador de Tamaulipas por el Partido Revolucionario Institucional para posteriormente ganar la gubernatura de Tamaulipas en las elecciones celebradas el domingo 25 de octubre de 1998.
Posterior a su intento por ser Gobernador de Tamaulipas en ese mismo año de 1998 se reintegró a su labor como Senador de la República tiempo en el que también fue Secretario de Programa, Acción y Gestión Social del Comité Ejecutivo Nacional del PRI en 1998. Durante el primer periodo de Mariano Palacios Alcocer como dirigente del Partido Revolucionario Institucional, para tiempo después desempeñarse como presidente del Instituto de Investigaciones Legislativas del Senado de la República hasta el 4 de octubre de 2000, fecha en la que ya se encontraba instalada la LVIII Legislatura del Senado de la República.
Del año 2001 al 2006 se dedicó a actividades dentro del Partido Revolucionario Institucional en donde ocupó los cargos de secretario coordinador ejecutivo de la Confederación Nacional de Organizaciones Populares; esto durante los últimos meses de la  presidencia de Dulce María Sauri Riancho como dirigente del CEN del Partido Revolucionario Institucional, Secretario de organización del Comité Ejecutivo Nacional de la misma confederación durante el periodo de Roberto Madrazo como presidente del CEN del Partido Revolucionario Institucional, posteriormente fue coordinador de giras de Roberto Madrazo en la campaña presidencial priista del año 2006; Coordinador de alianzas políticas del Comité Ejecutivo Nacional y presidente de las Asociaciones Políticas Nacionales.
El 1 de septiembre del año 2006 tomó protesta como diputado federal por el Principio de Representación Proporcional (Plurinominal) representando a su estado, Tamaulipas, en la LX Legislatura del Congreso de la Unión de México, en donde se desempeñó, además, como Coordinador de los Diputados del Sector Popular del PRI e integrante de las Comisiones de Presupuesto y Cuenta Pública, de Energía, y de Reforma del Estado. Al mismo tiempo dentro de su partido fue designado Secretario General de la Confederación Nacional de Organizaciones Populares teniendo ese cargo hasta 2010.
El 5 de junio de 2010 toma protesta como nuevo presidente de la Fundación Colosio, a la que dirigió hasta 2012 cuando fue sustituido por el exgobernador del Estado de México César Octavio Camacho Quiroz.
El 1 de septiembre del año 2012, de nuevo tomó posesión como diputado federal de representación proporcional (plurinominal) en representación de su estado, Tamaulipas, para formar parte de la LXII Legislatura del Congreso de la Unión de México, donde forma parte de la Comisión de Energía, de la que es presidente, y de la de presupuesto y cuenta pública. Como tal ha sido uno de los impulsores de la Reforma energética promovido por Enrique Peña Nieto en el interior del Senado. A raíz del derrame tóxico de sulfato de cobre en Sonora, fue nombrado Presidente de la Comisión especial para el seguimiento de la problemática ocasionada por el derrame de tóxicos en el Río Sonora.
Posteriormente a su labor como diputado federal integrante de la LXII Legislatura del Congreso de la Unión de México, en agosto de 2015 y a la llegada de Manlio Fabio Beltrones a la Presidencia Nacional del Partido Revolucionario Institucional fue nombrado Secretario General Adjunto a la Presidencia Nacional del PRI y durante los últimos 4 meses del año 2015 se dedicó a recorrer los 43 municipios del Estado de Tamaulipas en busca de apoyo para lograr la candidatura a gobernador por el Partido Revolucionario Institucional para las elecciones del mes de junio del 2016.
Por lo que el 15 de enero de 2016 en las instalaciones del CEN del PRI los 7 aspirantes a la candidatura a gobernador por el Partido Revolucionario Institucional firmaron el "Acuerdo de Unidad por el Futuro de Tamaulipas”.
Posteriormente el día 28 de enero de 2016 el entonces Presidente Nacional del Partido Revolucionario Institucional Manlio Fabio Beltrones designó al candidato del PRI al Gobierno de Tamaulipas ante la presencia de los 7 aspirantes a esta candidatura: Alejandro Etienne (Alcalde de Ciudad Victoria), Alejandro Guevara, Baltazar Hinojosa Ochoa,Mercedes del Carmen Guillén Vicente (estos 3 diputados federales integrantes desde la LXIII Legislatura del Congreso de la Unión de México), Enrique Cárdenas del Avellano,Marco Antonio Bernal, (ambos exdiputados federales integrantes de la LXII Legislatura del Congreso de la Unión de México), así como también Ramiro Ramos Salinas (diputado local).
La candidatura del PRI al Gobierno de Tamaulipas Finalmente recayó en la figura del diputado federal Baltazar Hinojosa Ochoa dejando en el camino de esta nominación a Marco Antonio Bernal quien por segunda ocasión perdió la oportunidad de ser el candidato a Gobernador de Tamaulipas por el Partido Revolucionario Institucional junto con sus otros 5 compañeros priistas aspirantes a esta posición.
Actualmente Marco Antonio Bernal se encuentra alejado de la política.

## Conferencias y publicaciones
Ha sido invitado como conferenciante ante diversas instituciones nacionales e internacionales destacando sus participaciones en Ginebra, Suiza; en el Parlamento Europeo en Bruselas; en la Universidad de Nueva Orleans y en la Universidad de Washington.
En trabajo editorial ha sido reconocido por sus publicaciones: “Chiapas: Crónica de una negociación” de Rayuela Editores, “Antologías sobre Historia de las Ideas” de la Universidad Pedagógica Nacional y “La Vida Política de México” del Colegio de México. Ha destacado también como articulista en los diarios Excélsior, El Universal, El Financiero y La Jornada.

## Escritos
- Chiapas: Crónica de una negociación. (1999) 2 volúmenes. Rayuela editores. ISBN 9789687293240.
- Antologías sobre Historia de las Ideas. (1980). Universidad Pedagógica Nacional.
- La Vida Política de México. (1986) (Coautor). El Colegio de México